# 大慈恩寺 (成田市)
大慈恩寺（だいじおんじ）は、千葉県成田市吉岡にある真言宗智山派の寺院。山号は雲富山。院号は池光院。本尊は釈迦如来。

## 由緒
761年（天平宝字5年）鑑真によって創建されたと伝えられ、当初は慈恩寺と称していた。鎌倉時代後期、千葉氏の一族である大須賀氏により中興され、以降大須賀氏に尊崇された。室町時代初期の1341年（暦応4年）、足利直義が安国寺利生塔を建立した。1391年（明徳2年）後小松天皇から「大」の一字を賜わり慈恩寺から大慈恩寺と改められた。同年鎌倉公方足利氏満から武蔵六郷保大森郷を寄進される。応永11年（1404年）江戸蒲田氏により寺領を横領されたため、足利満兼から安堵を受ける。応永24年（1417年）金井氏の乱入を受け武蔵守護代長尾忠政の安堵を受け、応永33年（1426年）下総守護千葉兼胤の、永享2年（1430年）兼胤の子千葉胤直の安堵を受けた。
江戸時代には江戸幕府から朱印状が与えられていた。足利直義が建立した利生塔を元禄16年（1703年）に再建した。1902年（明治35年）に暴風により倒壊、現在は礎石のみ残存し、成田市の史跡に指定されている。

## 文化財
- 県指定有形文化財
  - 梵鐘（延慶3年在銘）
  - 大慈恩寺宝物類
- 市指定文化財
  - 板碑群
- 市指定史跡
  - 利生塔礎石群

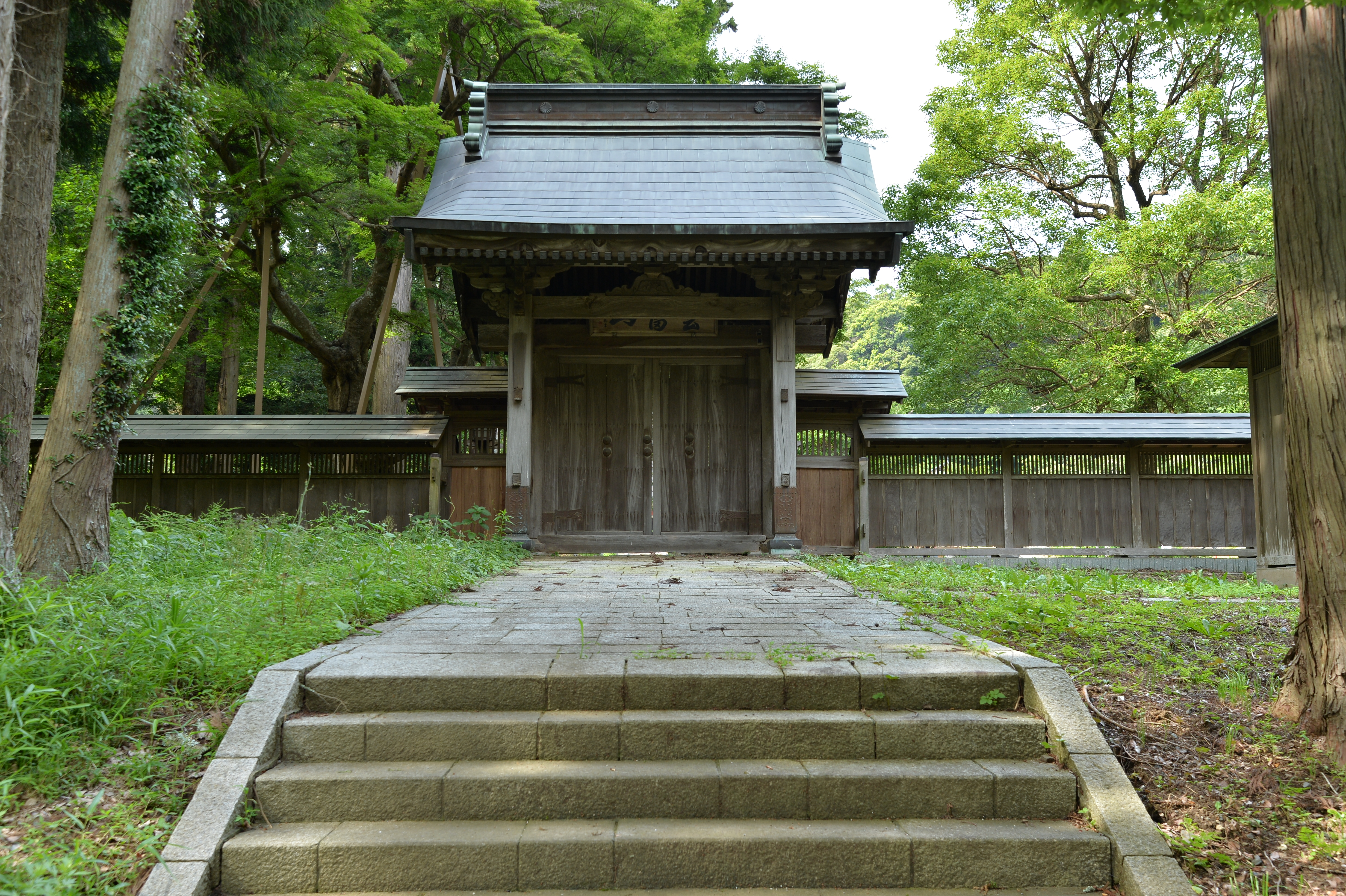
山門
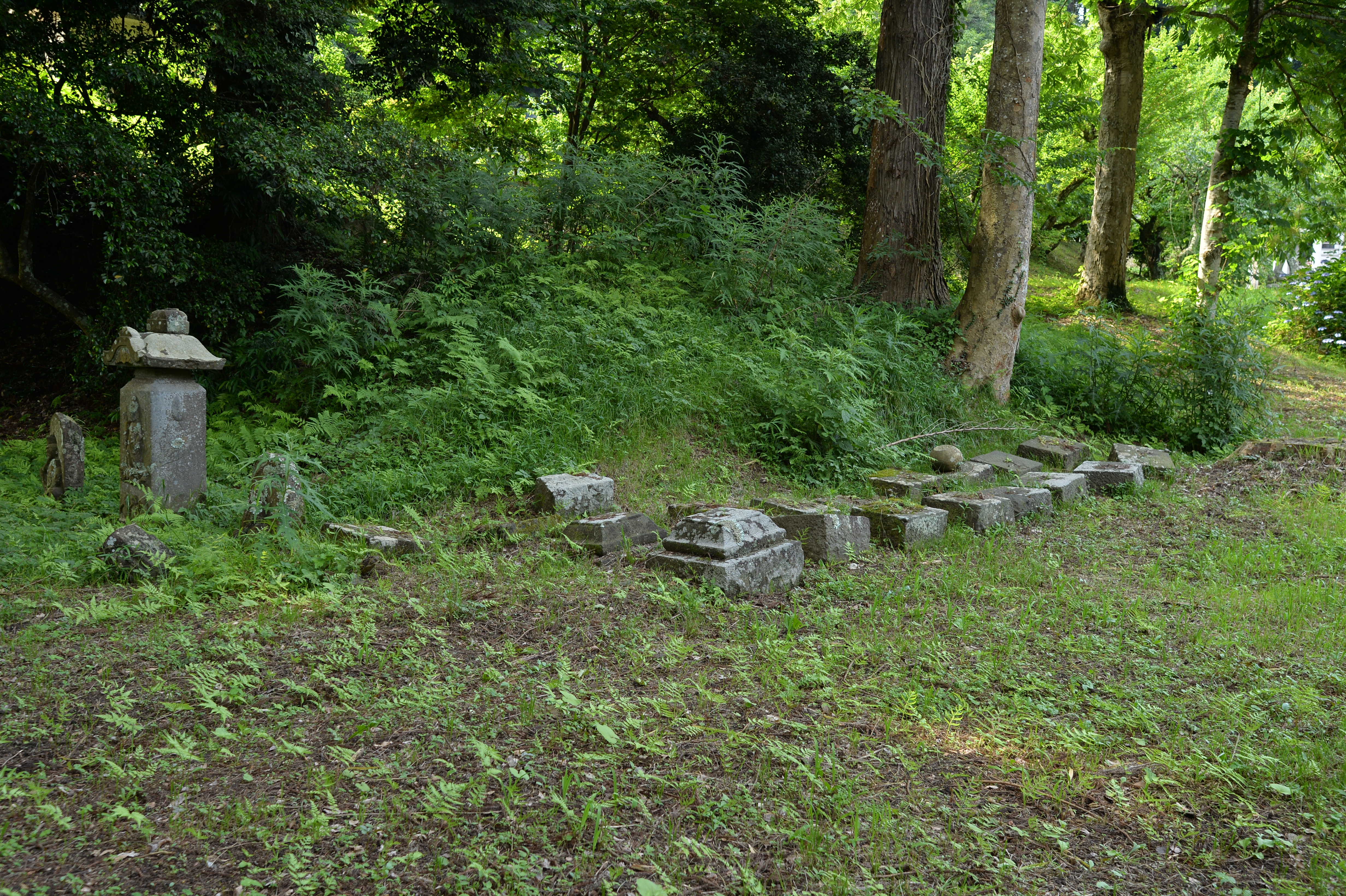
利生塔礎石群 （成田市指定史跡）
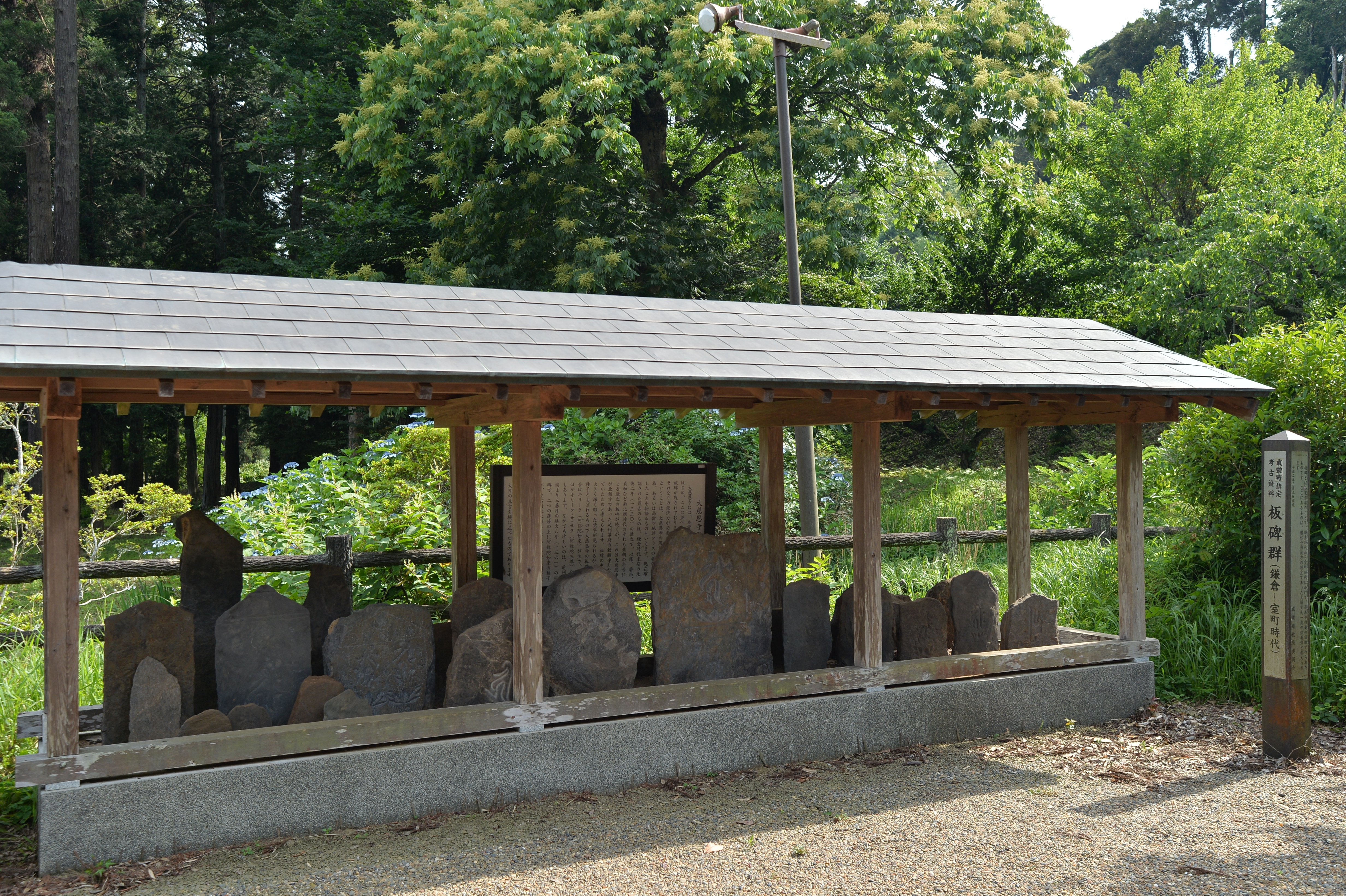
板碑 （成田市指定文化財）
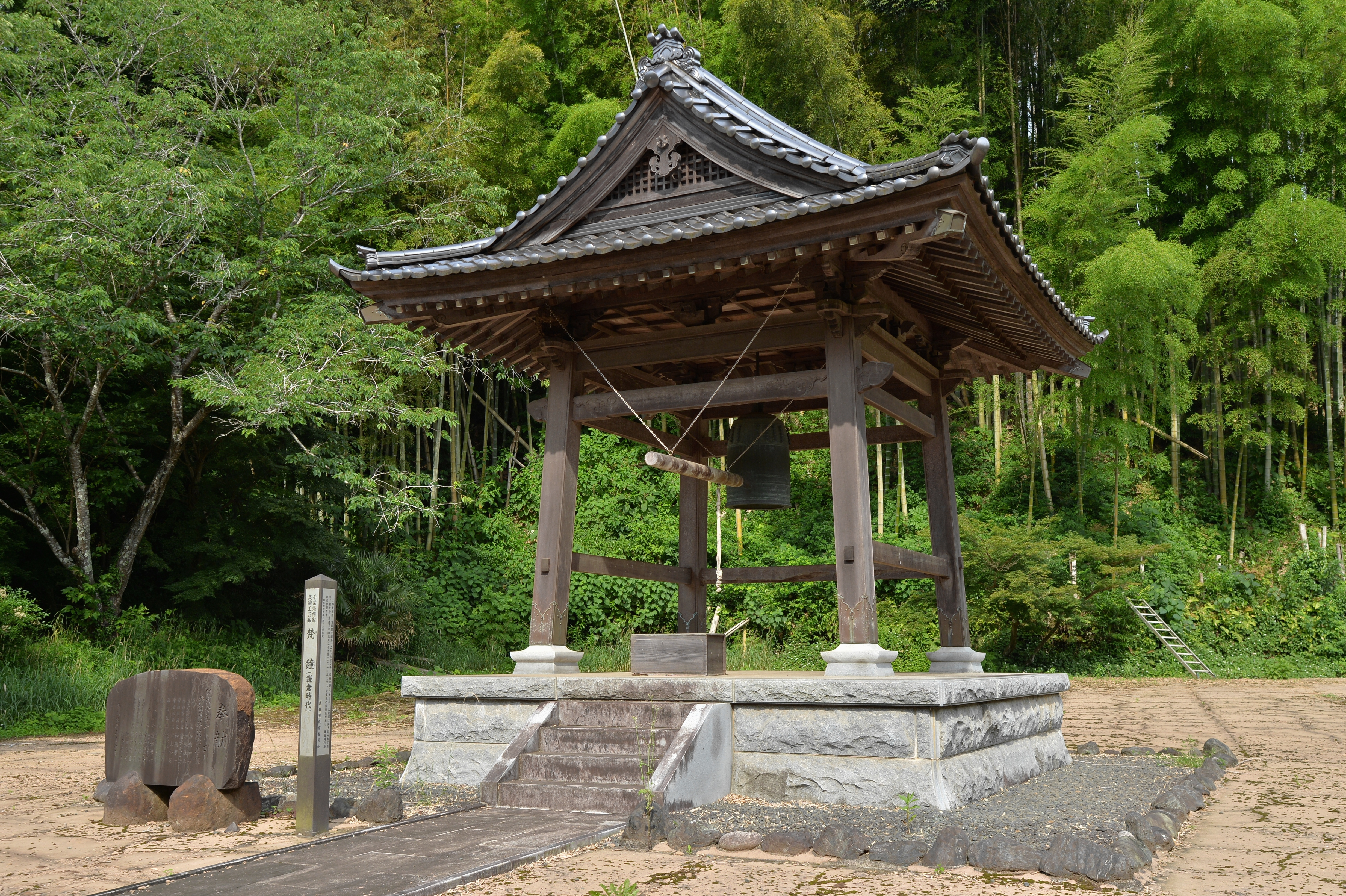
鐘楼 （梵鐘は千葉県指定有形文化財）

## 所在地
千葉県成田市吉岡183-1